# Shade (album de Murray Head)
Pour les articles homonymes, voir Shade.
Albums de Murray Head
Find the Crowd
(1981) Restless
(1984)
Singles
1. Corporation Corridors
Sortie : 1982
2. Maman
Sortie : 1982

Shade est le sixième album studio de Murray Head, sorti en 1982. Porté par la chanson Corporation Corridors, dont il est le premier extrait à sortir en single 45 tours (vendu à plus de 100 000 exemplaires en France, où il atteint la 27e place), l'album obtient l'année suivante un disque d'or en France pour 100 000 exemplaires vendus et s'est vendu à 252 800 exemplaires.
La chanson Shades of the Prison House, qui clôt l'album, est un hommage à l'acteur Patrick Dewaere, qui venait de se suicider en juillet 1982, et dont Murray Head était un ami proche,. Elle figurera sur la face B du single britannique de Corporation Corridors, puis dans le documentaire consacré à Dewaere réalisé par Marc Esposito, en 1992, comme génériques de début et de fin.

## Titres
- Toutes les chansons composées par Murray Head sauf Hold on par Joe Sample et Joey's on fire par Veitch/Head.
| 1.    | Peace of Mind              | 3:19 |
| 2.    | Corporation Corridors      | 3:44 |
| 3.    | All We Can Do Is Hold On   | 3:37 |
| 4.    | Not Your Problem           | 3:37 |
| 5.    | Joey's on Fire             | 4:45 |
| 6.    | Mama                       | 3:59 |
| 7.    | Grace                      | 3:54 |
| 8.    | Dragonfly                  | 3:03 |
| 9.    | Shades of the Prison House | 5:55 |
| 35:53 |                            |      |

## Personnel
- Murray Head : Chant, guitare acoustique
- Phil Palmer : Guitares acoustique & électrique
- Geoffrey Richardson : Alto
- Peter Veitch : Claviers, synthétiseurs sur Shades of the prison house
- Alan Spenner : Basse
- Jerry Conway : Batterie
- Peter Veitch, Geoffrey Richardson, Steve Nye : Arrangements des cordes

## Classement
| Classement (1982) | Meilleure place |
| ----------------- | --------------- |
| France (SNEP)     | 3               |